# Acer skutchii
Acer skutchii é uma espécie de árvore do gênero Acer, pertencente à família Aceraceae.